# Solanka (gromada)
Solanka – dawna gromada, czyli najmniejsza jednostka podziału terytorialnego Polskiej Rzeczypospolitej Ludowej w latach 1954–1972.
Gromady, z gromadzkimi radami narodowymi (GRN) jako organami władzy najniższego stopnia na wsi, funkcjonowały od reformy reorganizującej administrację wiejską przeprowadzonej jesienią 1954 do momentu ich zniesienia z dniem 1 stycznia 1973, tym samym wypierając organizację gminną w latach 1954–1972.
Gromadę Solanka z siedzibą GRN w Solance utworzono – jako jedną z 8759 gromad na obszarze Polski – w powiecie kętrzyńskim w woj. olsztyńskim na mocy uchwały nr 15 WRN w Olsztynie z dnia 4 października 1954. W skład jednostki weszły obszary dotychczasowych gromad Solanka i Siniec ze zniesionej gminy Nowa Różanka, obszar dotychczasowej gromady Silec ze zniesionej gminy Srokowo oraz miejscowości Szczeciniak i Słupek z dotychczasowej gromady Jankowice ze zniesionej gminy Winda w tymże powiecie. Dla gromady ustalono 10 członków gromadzkiej rady narodowej.
Gromadę zniesiono 1 stycznia 1958, a jej obszar włączono do gromad: Srokowo (wieś i PGR Solanka, PGR Chojnica, wieś Silec oraz osady Młynowo, Podlasie, Siemkowo i Silecki Folwark), Nowa Różanka (wieś i osadę Siniec, osady Kąty i Rypławki oraz leśniczówkę Sińczyk)  i Winda (PGR-y Szczeciniak i Słupek) w tymże powiecie.